# Rosie Alfaro
María del Rosio "Rosie" Alfaro (n. 12 de octubre de 1971) es una asesina estadounidense que actualmente está en el corredor de la muerte de California por el asesinato en 1990 de la niña de nueve años Autumn Wallace, en Anaheim, California. Autumn Wallace, la víctima, permitió a Alfaro entrar a la casa, ya que conocía a Alfaro como invitada de ocasiones anteriores, y era una conocida de su hermana mayor. Autumn estaba en casa sola, esperando a su hermana y a su madre que volverían a casa del trabajo, cuando Alfaro llegó y preguntó si podía usar el baño. Alfaro, que en ese momento tenía dieciocho años, estaba embarazada y en un alto estado de drogadicción por cocaína y heroína, en realidad tenía otra intención, allanar la casa de Wallace, supuestamente para robar dinero y comprar drogas. Cuando Alfaro había previsto inicialmente acercarse a la casa de Wallace, esperaba que la casa estuviera vacía; cuando se enteró de que Autumn estaba en la casa, entonces se dio cuenta de que tendría que matarla porque ella se daría cuenta de que cometió el robo. Alfaro apuñaló a Autumn cincuenta y siete veces, y luego procedió a tomar lo que fuera de valor. Más tarde cambió su confesión original y declaró que un cómplice masculino (no identificado) la obligó a comenzar apuñalar a la chica, y luego terminar el asesinato. Alfaro nunca ha identificado al supuesto cómplice; la policía y el fiscal del condado de Orange dijeron que nunca existió.

## Biografía
Alfaro nació y se crio en el barrio de Anaheim, California, cerca de Disneyland. Ella comenzó a consumir drogas a los trece años, ejerció la prostitución desde los 14 años,  fue madre soltera a los quince y madre de cuatro hijos a los dieciocho. Cometió asesinato a los dieciocho (cuando estaba embarazada de gemelos) y la primera mujer en el condado de Orange, California, en obtener la pena de muerte a los veinte.

## El asesinato de la niña Autumn Wallace
El 15 de junio de 1990, Autumn Wallace (nacida el 15 de enero de 1981), de nueve años, estaba en casa sola en Anaheim, California; ella estaba esperando a su hermana mayor y a su madre que volverían a casa del trabajo. Alfaro fue (en un alto estado de drogadicción por cocaína y heroína) a robar a casa de la familia Wallace. Ella conocía a la familia Wallace muy bien y era amiga de una de las hijas mayores. Pensó que estarían fuera y que ella sería capaz de robar objetos de la casa para venderlos y con el dinero conseguir su dosis.
Autumn abrió la puerta a Alfaro, la amiga de su hermana, que pidió usar el baño. Ella tomó un cuchillo de la cocina antes de proceder al baño, situado en la parte posterior de la casa. Luego convenció a Autumn de bajar al el cuarto de baño y la apuñaló más de cincuenta veces. Alfaro luego allanó la casa con la esperanza de encontrar algo para robar, supuestamente para adquirir el dinero de la droga. La propiedad robada más tarde fue vendida por menos de $300.
Alfaro confesó el crimen durante una entrevista grabada por la policía, afirmando que estaba en un alto grado de drogadicción por la heroína y la cocaína cuando ella apuñaló a Autumn. Más tarde cambió su historia y alegó que un hombre no identificado «la forzó» a apuñalar a la niña. Más tarde, Alfaro dijo a la policía que dos hombres la llevaron a la casa de Wallace, y uno de los hombres entró en la casa y la obligó a matar a Autumn. Ella se negó a identificar al hombre. La evidencia de la escena del crimen solo indicó que los miembros de la familia Wallace y Alfaro (basado en sus huellas dactilares y una huella de zapato ensangrentado) estaban presentes en la casa ese día.

## Condena
Fue juzgada y declarada culpable de asesinato en primer grado con circunstancias especiales.
Alfaro fue la primera mujer condenada a muerte en la cámara de gas, y en el momento de la sentencia fue la tercera mujer en el corredor de la muerte en California. 
En agosto de 2007, la Corte Suprema de California votó por mantener la sentencia de muerte de Alfaro.
Lleva treinta años esperando su ejecución.

## En la cultura popular
- El caso es recreado en la serie de televisión Las verdaderas mujeres asesinas de Investigation Discovery, en el episodio 7 de la temporada 5 (2011)